# Kegworth
Kegworth è un paese di 3 500 abitanti della contea del Leicestershire, in Inghilterra.